# Raymond Boulard
Raymond Boulard is een champagnehuis dat in 1952 door Raymond Boulard werd gesticht De familie behoorde tot de vele kleine boeren die druiven aan de grote champagnehuizen leverden. In 1952 werd de stap naar champagnehuis gemaakt. Het bedrijf is in La Neuville-aux-Larris gevestigd.
Het huis bezit 10,25 hectare wijngaard. De wijngaarden liggen in de valleien van de Marne en Vesle en op de kalkrijke grond van de Montagne de Reims.
Met ingang van 1 maart 2010 is de vennootschap van de drie kinderen van Raymond Boulard beëindigd. De drie firmanten, Francis, Hélène and Dominique Boulard zijn "hun eigen professionele weg" gegaan. Uit het opbreken van de vennootschap ontstonden:
- Francis Boulard & Fille in Cauroy-lès-Hermonville
- Dominique Boulard & Filles in La Neuville-aux-Larris

## Champagnes
- Raymond Boulard Cuvée Réserve
- Raymond Boulard Blanc de Blancs
- Raymond Boulard Grand Cru Mailly-Champagne La charpente
- Raymond Boulard 'Prestige Tradition
- Raymond Boulard Cuvée Petraea XCVII - XCIX
- Raymond Boulard Millésime 1986 - Année de la Comète
- Raymond Boulard Cuvée Les Rachais